# Werner Schwier (Schauspieler)
Werner Schwier (* 28. Mai 1921 in Stadthagen; † 3. Mai 1982 in München) war ein deutscher Schauspieler, Synchronsprecher und Fernsehmoderator.

## Leben
Werner Schwier machte sich um den Stummfilm im deutschen Fernsehen verdient. Vom 14. Mai 1961 bis September 1965 moderierte er die vom Hessischen Rundfunk produzierte Reihe Es darf gelacht werden im Abendprogramm der ARD. Die Sendung, in der ab 20:15 Uhr meist drei komplette Kurzfilme gezeigt wurden, lief in 65 Folgen mit jeweils 45 Minuten Länge. Zweimal waren auch Stummfilmstars zu Gast, 1962 Buster Keaton und 1963 Harold Lloyd.
Schwier, der die Kurzfilme in der Art einer kleinen Kinovorstellung aus der Zeit der Stummfilme der 1910er bis 1920er Jahre im karierten Anzug, unterstützt von Konrad Elfers am Klavier und Géza Janós an der Stehgeige, präsentierte, begann jeweils mit dem Satz: „Ich gebe nun das Zeichen, vorausgesetzt, daß der Operateur es sieht“, bevor er mit einem gelüfteten Bowler den Film bzw. ein flimmerndes Bild freigab.
Stummfilme spielten bis dahin nur eine Rolle im Kinderprogramm am Nachmittag, und auch Schwiers Sendung zeigte nur lustiges Material aus der Stummfilmzeit. Schwier erreichte damit Sehbeteiligungen von über 80 Prozent. Er versah die komplett aus den USA übernommenen Filme bei der Moderation mit entsprechenden trocken-witzigen Texten, die jedoch nicht so chaotisch ausfielen wie ab 1966 bei seinem englischen Kollegen Bob Monkhouse mit seinen Mad Movies (dt.: „Als die Bilder laufen lernten“) oder in der späteren Nachfolgesendung Väter der Klamotte, in der Hanns Dieter Hüsch zu Stummfilmschnipseln kalauerte.
Nach Auslaufen der Stummfilmreihe war Schwier auch als Nebendarsteller in einigen Kinofilmen zu sehen, so in Es (1966), Mädchen, Mädchen (1967), Bengelchen liebt kreuz und quer (1968) oder Wehe, wenn Schwarzenbeck kommt (1979).
Er starb im Mai 1982 im Alter von 60 Jahren in München.

## Filmografie
- 1951: Wir sind doch Brüder (Drehbuch)
- 1956: Charlie Chaplins Lachparade (Kompilation aus 5 Slapstick-Kurzfilmen mit Charlie Chaplin) Werner Schwier führt durch den Film.
- 1961–1965: Es darf gelacht werden (Fernsehserie)
- 1963–1964: Karussell (Fernsehserie, 2 Folgen)
- 1965: Diamantenbillard (Un milliard dans un billard)
- 1966: Es
- 1967: Mädchen, Mädchen
- 1967: Wilder Reiter GmbH
- 1967: Alle Jahre wieder
- 1967: Die Blonde von Peking
- 1968: Jet Generation
- 1968: Bengelchen liebt kreuz und quer
- 1968–1970: Kennen Sie Kino? (TV-Serie)
- 1969: April – April
- 1969: Sing, Sing, Sing: Eine Jacob-Sisters Show (Fernsehfilm)
- 1969: Der rasende Lokalreporter (Fernsehserie, 1 Folge)
- 1969: Sein letzter Wurf (Kurzfilm)
- 1970: Sein letzter Freund (Heureux qui comme Ulysse..)
- 1970–1974: Der gelbe Koffer (Con la música a otra parte) (unter Pseudonym N.K. Werner)
- 1971: Die Hammerwerfer proben den Aufstand – Eine traurige Pseudo-Ballade (Kurzfilm)
- 1972: Quartett der Komiker (TV-Serie)
- 1975: Mein Onkel Theodor oder Wie man im Schlaf viel Geld verdient
- 1979: Wehe, wenn Schwarzenbeck kommt
- 1979: Auf der Landstraße (Kurzfilm)